# 3569 Kumon
3569 Kumon eller 1938 DN1 är en asteroid i huvudbältet, som upptäcktes 20 februari 1938 av den tyske astronomen Karl Wilhelm Reinmuth i Heidelberg. Den har fått sitt namn efter den japanske matematikläraren Toru Kumon.
Asteroiden har en diameter på ungefär 7 kilometer och den tillhör asteroidgruppen Eunomia.